# Arzfeld
Arzfeld là một xã ở huyện Bitburg-Prüm, trong bang Rheinland-Pfalz, Đức. Xã này tọa lạc ở Eifel, gần biên giới với Luxembourg, cự ly khoảng 20 km về phía tây bắc của Bitburg and 25 km về phía đông nam của Sankt-Vith.
Arzfeld là thủ phủ của Verbandsgemeinde ("xã hợp tác") Arzfeld.

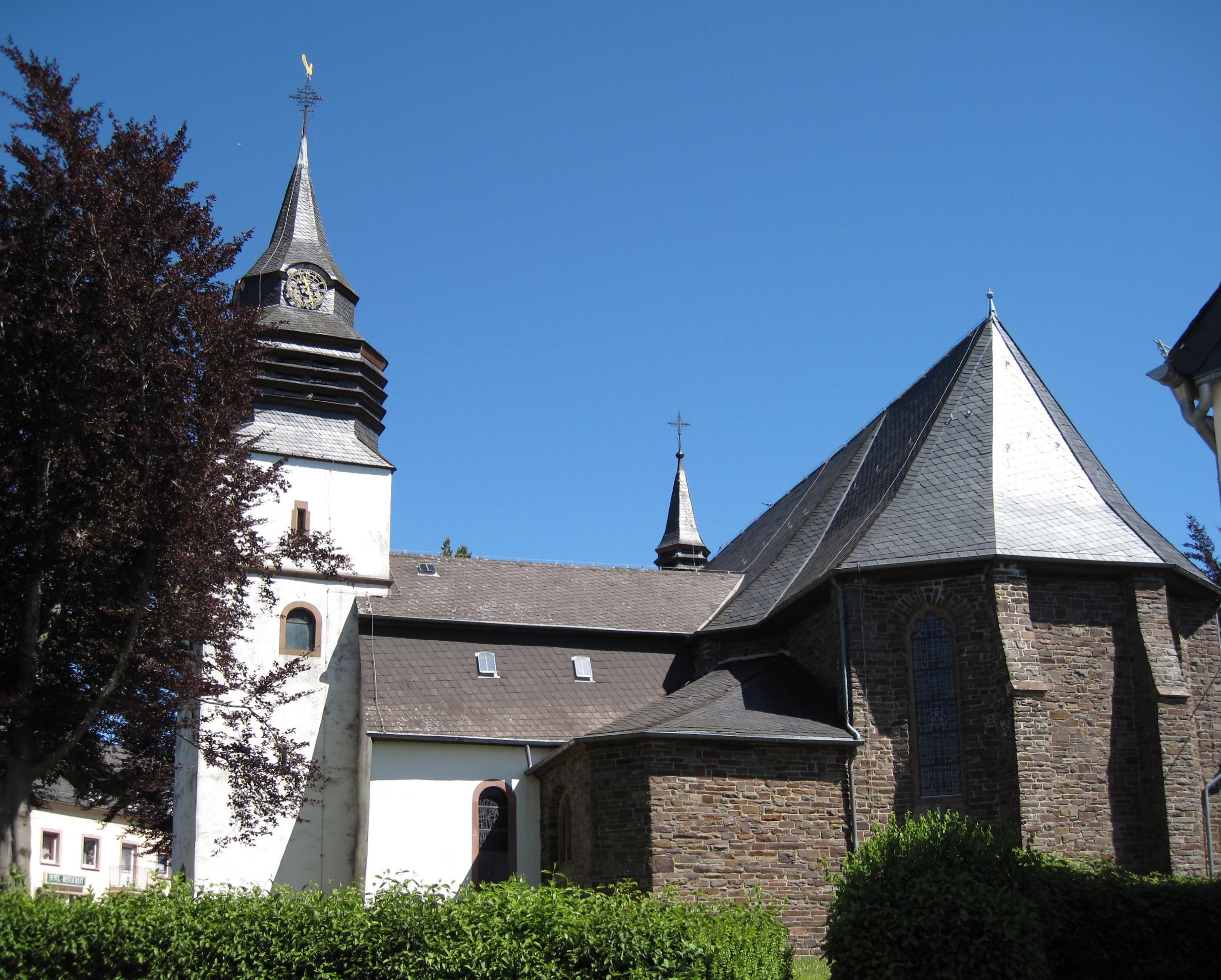
Pfarrkirche